# Municipio de Somerset (Minnesota)
El municipio de Somerset (en inglés: Somerset Township) es un municipio ubicado en el condado de Steele en el estado estadounidense de Minnesota. En el año 2010 tenía una población de 732 habitantes y una densidad poblacional de 7,84 personas por km².

## Geografía
El municipio de Somerset se encuentra ubicado en las coordenadas 43°58′31″N 93°12′57″O / 43.97528, -93.21583. Según la Oficina del Censo de los Estados Unidos, el municipio tiene una superficie total de 93.41 km², de la cual 93,3 km² corresponden a tierra firme y (0,11 %) 0,11 km² es agua.

## Demografía
Según el censo de 2010, había 732 personas residiendo en el municipio de Somerset. La densidad de población era de 7,84 hab./km². De los 732 habitantes, el municipio de Somerset estaba compuesto por el 98,09 % blancos, el 0,14 % eran afroamericanos, el 0,14 % eran amerindios, el 0,14 % eran asiáticos y el 1,5 % eran de una mezcla de razas. Del total de la población el 0,82 % eran hispanos o latinos de cualquier raza.